# Cinquième circonscription du Nord
La cinquième circonscription du Nord est l'une des 21 circonscriptions législatives françaises que compte le département du Nord. Elle est représentée dans la XVIIe législature par Sébastien Huyghe, député EPR. Son suppléant est Matthieu Corbillon, Maire de Sainghin-en-Weppes.

## Description géographique et démographique

### De 1958 à 1986
Le département avait vingt-trois circonscriptions.
La cinquième circonscription du Nord était composée de :
- canton de La Bassée
- canton d'Haubourdin

Source : Journal Officiel du 14-15 Octobre 1958.

### Depuis 1988
La cinquième circonscription du Nord est situé à la périphérie de l'agglomération lilloise. Située entre celle-ci et le Pas-de-Calais, la circonscription est centrée autour de la ville de Seclin et est principalement péri-urbaine. Elle a d'abord été délimitée par le découpage électoral de la loi n°86-1197 du 24 novembre 1986
, et regroupait les divisions administratives suivantes : 
- Canton d'Haubourdin
- Canton de Seclin-Nord
- Canton de Seclin-Sud.

Lors du recensement général de la population en 1999, réalisé par l'Institut national de la statistique et des études économiques (INSEE), la population totale de cette circonscription est estimée à 123 851 habitants,.
Depuis l'adoption de l'ordonnance n° 2009-935 du 29 juillet 2009, ratifiée par le Parlement français le 21 janvier 2010, elle est composée des divisions administratives suivantes : 
- Canton de La Bassée
- Canton d'Haubourdin (sauf la commune de Loos)
- Canton de Seclin-Nord
- Canton de Seclin-Sud.

La seizième circonscription en 1986.
La seizième circonscription en 2010.

### Pyramide des âges
| Hommes | Classe d’âge   | Femmes |
| ------ | -------------- | ------ |
| 6      | 65 ans et plus | 9      |
| 29     | 20 à 64 ans    | 30     |
| 13     | 0 à 19 ans     | 12     |

### Catégorie socio-professionnelle
Répartition de la population active par catégorie socio-professionnelle en 2013
| Agriculteurs | Artisans, commerçants, chefs d'entreprise | Cadres, professions intellectuelles | Professions intermédiaires | Employés | Ouvriers | Retraités | Autres |
| ------------ | ----------------------------------------- | ----------------------------------- | -------------------------- | -------- | -------- | --------- | ------ |
| 0,3 %        | 2,6 %                                     | 9,7 %                               | 16,7 %                     | 16,9 %   | 12,1 %   | 24,1 %    | 17,6 % |

## Description politique
La cinquième circonscription du Nord fut longtemps considérée comme un fief de la gauche du fait de sa sociologie ouvrière, coincée entre le bassin minier et la ville de Lille : ainsi, Seclin, principale ville de la circonscription, est dotée d'une municipalité communiste. Cela explique qu'elle soit restée à gauche lors de la vague bleue de 1993, et que Martine Aubry s'y imposa facilement, avec 60 % des voix, en 1997. 

Cependant, les législatives de 2002 marquèrent un tournant dans la vie politique de la circonscription, puisqu'elles virent la victoire de son concurrent de droite par 1 044 voix d'avance, soit 51,09 % des suffrages. Ce glissement à droite de la circonscription a été confirmé à la présidentielle de 2007, puisque Nicolas Sarkozy s'y est imposé par 52,53 % des voix, à peine moins que son score national de 53,09 % ; et par la réélection de Sébastien Huyghe aux législatives.

## Historique des députations
| Législature | Début de mandat | Fin de mandat  | Député            | Parti politique | Observations |
| ----------- | --------------- | -------------- | ----------------- | --------------- | --- |
| Ire         | 9 décembre 1958 | 9 octobre 1962 | Georges Brice     | UNR             | Mandat écourté à la suite d'une dissolution parlementaire décidée par Charles de Gaulle.                                                                       |
| IIe         | 6 décembre 1962 | 2 avril 1967   | Arthur Notebart   | PS              | |
| IIIe        | 3 avril 1967    | 30 mai 1968    | Arthur Notebart   | PS              | Mandat écourté à la suite d'une dissolution parlementaire décidée par Charles de Gaulle.                                                                       |
| IVe         | 11 juillet 1968 | 1er avril 1973 | Arthur Notebart   | PS              | |
| Ve          | 2 avril 1973    | 2 avril 1978   | Arthur Notebart   | PS              | |
| VIe         | 3 avril 1978    | 22 mai 1981    | Arthur Notebart   | PS              | Mandat écourté à la suite d'une dissolution parlementaire décidée par François Mitterrand.                                                                     |
| VIIe        | 2 juillet 1981  | 1er avril 1986 | Arthur Notebart   | PS              | |
| VIIIe       | 2 avril 1986    | 14 mai 1988    | Arthur Notebart   | PS              | Proportionnelle par département, pas de député par circonscription. Mandat écourté à la suite d'une dissolution parlementaire décidée par François Mitterrand. |
| IXe         | 23 juin 1988    | 1er avril 1993 | Denise Cacheux    | PS              | |
| Xe          | 2 avril 1993    | 21 avril 1997  | Bernard Davoine,  | PS,             | Mandat écourté à la suite d'une dissolution parlementaire décidée par Jacques Chirac.                                                                          |
| XIe         | 12 juin 1997    | 18 juin 2002   | Martine Aubry     | PS              | Député jusqu'au 4 juillet 1997 (nommée ministre) |
| XIIe        | 19 juin 2002    | 19 juin 2007   | Sébastien Huyghe, | UMP,            | |
| XIIIe       | 20 juin 2007    | 19 juin 2012   | Sébastien Huyghe, | UMP,            | Conseiller régional |
| XIVe        | 20 juin 2012    | 20 juin 2017   | Sébastien Huyghe  | UMP             | |
| XVe         | 21 juin 2017    | 21 juin 2022   | Sébastien Huyghe  | LR              | |
| XVIe        | 22 juin 2022    | 9 juin 2024    | Victor Catteau    | RN              | Mandat écourté à la suite d'une dissolution parlementaire décidée par Emmanuel Macron.                                                                         |

## Historiques des élections

### Élections de 1958
| Candidat       | Candidat           | Parti          | Premier tour | Premier tour | Second tour | Second tour |  |
| Candidat       | Candidat           | Parti          | Voix         | %            | Voix        | %           |  |
| -------------- | ------------------ | -------------- | ------------ | ------------ | ----------- | ----------- |  |
|                | Arthur Notebart    | SFIO           | 15 076       | 33,28        | 19 419      | 42,72       |  |
|                | Georges Brice élu  | UNR            | 13 144       | 29,02        | 26 041      | 57,28       |  |
|                | Jean-Marie Fossier | PCF            | 7 693        | 16,98        | Retrait     | Retrait     |  |
|                | Joseph Delecroix   | MRP            | 6 994        | 15,44        | Retrait     | Retrait     |  |
|                | Maurice Bulteau    | CR             | 2 387        | 5,27         | Retrait     | Retrait     |  |
|                |                    |                |              |              |             |             |  |
| Inscrits       | Inscrits           | Inscrits       | 54 078       | 100,00       | 54 079      | 100,00      |  |
| Abstentions    | Abstentions        | Abstentions    | 7 737        | 14,31        | 6 709       | 12,41       |  |
| Votants        | Votants            | Votants        | 46 341       | 85,69        | 47 370      | 87,59       |  |
| Blancs et nuls | Blancs et nuls     | Blancs et nuls | 1 047        | 2,26         | 1 910       | 4,03        |  |
| Exprimés       | Exprimés           | Exprimés       | 45 294       | 97,74        | 45 460      | 95,97       |  |

Le suppléant de Georges Brice était Robert Delanoëye, comptable, conseiller municipal d'Haubourdin.
Georges Brice a quitté le groupe UNR en octobre 1959, en signe de désaccord avec la politique en Algérie.

### Élections de 1962
| Candidat       | Candidat              | Parti          | Premier tour | Premier tour | Second tour | Second tour |  |
| Candidat       | Candidat              | Parti          | Voix         | %            | Voix        | %           |  |
| -------------- | --------------------- | -------------- | ------------ | ------------ | ----------- | ----------- |  |
|                | Arthur Notebart élu   | SFIO           | 15 997       | 36,05        | 25 167      | 55,22       |  |
|                | Jeanne Devaux         | UNR-UDT        | 13 046       | 29,4         | 20 408      | 44,78       |  |
|                | Jean-Marie Fossier    | PCF            | 7 636        | 17,21        | Retrait     | Retrait     |  |
|                | Joseph Delecroix      | MRP            | 3 898        | 8,79         | Retrait     | Retrait     |  |
|                | Georges Brice sortant | Extrême droite | 3 794        | 8,55         | Retrait     | Retrait     |  |
|                |                       |                |              |              |             |             |  |
| Inscrits       | Inscrits              | Inscrits       | 55 437       | 100,00       | 55 437      | 100,00      |  |
| Abstentions    | Abstentions           | Abstentions    | 9 976        | 18           | 8 260       | 14,9        |  |
| Votants        | Votants               | Votants        | 45 461       | 82           | 47 177      | 85,1        |  |
| Blancs et nuls | Blancs et nuls        | Blancs et nuls | 1 090        | 2,4          | 1 602       | 3,4         |  |
| Exprimés       | Exprimés              | Exprimés       | 44 371       | 97,6         | 45 575      | 96,6        |  |

Le suppléant d'Arthur Notebart était Eugène Avinée, pharmacien-chef des hôpitaux de Lille, maire de Loos.

### Élections de 1967
| Candidat       | Candidat                      | Parti                     | Premier tour | Premier tour | Second tour | Second tour |  |
| Candidat       | Candidat                      | Parti                     | Voix         | %            | Voix        | %           |  |
| -------------- | ----------------------------- | ------------------------- | ------------ | ------------ | ----------- | ----------- |  |
|                | Arthur Notebart sortant réélu | SFIO (FGDS)               | 19 725       | 40,14        | 27 821      | 57,73       |  |
|                | André Manoury                 | UD-Ve                     | 14 493       | 29,49        | 20 372      | 42,27       |  |
|                | Georges Vermeersch            | PCF                       | 8 531        | 17,36        | Retrait     | Retrait     |  |
|                | Michel Chatteleyn             | CD (PDM)                  | 3 293        | 6,7          |             |             |  |
|                | Jeanne Devaux                 | Divers droite (Gaulliste) | 3 099        | 6,31         |             |             |  |
|                |                               |                           |              |              |             |             |  |
| Inscrits       | Inscrits                      | Inscrits                  | 57 533       | 100,00       | 57 525      | 100,00      |  |
| Abstentions    | Abstentions                   | Abstentions               | 7 472        | 12,99        | 7 800       | 13,56       |  |
| Votants        | Votants                       | Votants                   | 50 061       | 87,01        | 49 725      | 86,44       |  |
| Blancs et nuls | Blancs et nuls                | Blancs et nuls            | 920          | 1,84         | 1 532       | 3,08        |  |
| Exprimés       | Exprimés                      | Exprimés                  | 49 141       | 98,16        | 48 193      | 96,92       |  |

Le suppléant d'Arthur Notebart était Eugène Avinée.

### Élections de 1968
| Candidat       | Candidat                      | Parti                     | Premier tour | Premier tour | Second tour | Second tour |  |
| Candidat       | Candidat                      | Parti                     | Voix         | %            | Voix        | %           |  |
| -------------- | ----------------------------- | ------------------------- | ------------ | ------------ | ----------- | ----------- |  |
|                | André Manoury                 | UDR (URP)                 | 17 627       | 36,36        | 23 202      | 48,26       |  |
|                | Arthur Notebart sortant réélu | SFIO (FGDS)               | 16 722       | 34,5         | 24 879      | 51,74       |  |
|                | Georges Vermeersch            | PCF                       | 7 794        | 16,08        | Retrait     | Retrait     |  |
|                | Michel Chatteleyn             | CD (PDM)                  | 3 129        | 6,45         |             |             |  |
|                | Jeanne Devaux                 | Divers droite (Gaulliste) | 2 351        | 4,85         |             |             |  |
|                | Gérard Minet                  | PSU                       | 852          | 1,76         |             |             |  |
|                |                               |                           |              |              |             |             |  |
| Inscrits       | Inscrits                      | Inscrits                  | 57 561       | 100,00       | 57 560      | 100,00      |  |
| Abstentions    | Abstentions                   | Abstentions               | 8 447        | 14,67        | 8 442       | 14,67       |  |
| Votants        | Votants                       | Votants                   | 49 114       | 85,33        | 49 118      | 85,33       |  |
| Blancs et nuls | Blancs et nuls                | Blancs et nuls            | 639          | 1,3          | 1 037       | 2,11        |  |
| Exprimés       | Exprimés                      | Exprimés                  | 48 475       | 98,7         | 48 081      | 97,89       |  |

Le suppléant d'Arthur Notebart était Eugène Avinée.

### Élections de 1973
| Candidat       | Candidat                      | Parti          | Premier tour | Premier tour | Second tour | Second tour |  |
| Candidat       | Candidat                      | Parti          | Voix         | %            | Voix        | %           |  |
| -------------- | ----------------------------- | -------------- | ------------ | ------------ | ----------- | ----------- |  |
|                | Arthur Notebart sortant réélu | PS (UGSD)      | 21 061       | 40,46        | 31 021      | 60,78       |  |
|                | Georges Brice                 | UDR (URP)      | 14 729       | 28,29        | 20 015      | 39,22       |  |
|                | Georges Vermeersch            | PCF            | 9 418        | 18,09        | Retrait     | Retrait     |  |
|                | Thérèse Vandevannet           | MR             | 5 444        | 10,46        |             |             |  |
|                | Daniel de Spirt               | LO             | 1 405        | 2,7          |             |             |  |
|                |                               |                |              |              |             |             |  |
| Inscrits       | Inscrits                      | Inscrits       | 61 540       | 100,00       | 61 534      | 100,00      |  |
| Abstentions    | Abstentions                   | Abstentions    | 8 316        | 13,51        | 8 861       | 14,4        |  |
| Votants        | Votants                       | Votants        | 53 224       | 86,49        | 52 673      | 85,6        |  |
| Blancs et nuls | Blancs et nuls                | Blancs et nuls | 1 167        | 2,19         | 1 637       | 3,11        |  |
| Exprimés       | Exprimés                      | Exprimés       | 52 057       | 97,81        | 51 036      | 96,89       |  |

Le suppléant d'Arthur Notebart était Eugène Avinée.

### Élections de 1978
| Candidat       | Candidat                      | Parti          | Premier tour | Premier tour | Second tour | Second tour |  |
| Candidat       | Candidat                      | Parti          | Voix         | %            | Voix        | %           |  |
| -------------- | ----------------------------- | -------------- | ------------ | ------------ | ----------- | ----------- |  |
|                | Arthur Notebart sortant réélu | PS             | 22 714       | 37,79        | 35 577      | 59,42       |  |
|                | Bernard Prévot                | PCF            | 12 657       | 21,06        | Retrait     | Retrait     |  |
|                | Paul-André Lequimme           | UDF (CDS)      | 10 854       | 18,06        | 24 297      | 40,58       |  |
|                | Georges Brice                 | RPR            | 10 678       | 17,76        | Retrait     | Retrait     |  |
|                | Fernand Rousseau              | LO             | 1 709        | 2,84         |             |             |  |
|                | Bernard Van Autryve           | Divers droite  | 1 501        | 2,5          |             |             |  |
|                |                               |                |              |              |             |             |  |
| Inscrits       | Inscrits                      | Inscrits       | 71 165       | 100,00       | 71 167      | 100,00      |  |
| Abstentions    | Abstentions                   | Abstentions    | 9 546        | 13,41        | 9 763       | 13,72       |  |
| Votants        | Votants                       | Votants        | 61 619       | 86,59        | 61 404      | 86,28       |  |
| Blancs et nuls | Blancs et nuls                | Blancs et nuls | 1 506        | 2,44         | 1 530       | 2,49        |  |
| Exprimés       | Exprimés                      | Exprimés       | 60 113       | 97,56        | 59 874      | 97,51       |  |

Le suppléant d'Arthur Notebart était Yves Durand, professeur.

### Élections de 1981
| Candidat       | Candidat                      | Parti          | Premier tour | Premier tour | Second tour | Second tour |  |
| Candidat       | Candidat                      | Parti          | Voix         | %            | Voix        | %           |  |
| -------------- | ----------------------------- | -------------- | ------------ | ------------ | ----------- | ----------- |  |
|                | Arthur Notebart sortant réélu | PS             | 26 423       | 49,28        | 35 229      | 65,64       |  |
|                | Paul-André Lequimme           | UDF (CDS)      | 9 929        | 18,52        | 18 444      | 34,36       |  |
|                | Georges Brice                 | RPR (UNM)      | 8 301        | 15,48        |             |             |  |
|                | Bernard Prévot                | PCF            | 7 883        | 14,70        |             |             |  |
|                | Agnès Lefebvre                | LO             | 1 083        | 2,02         |             |             |  |
|                |                               |                |              |              |             |             |  |
| Inscrits       | Inscrits                      | Inscrits       | 72 922       | 100,00       | 72 920      | 100,00      |  |
| Abstentions    | Abstentions                   | Abstentions    | 18 389       | 25,22        | 17 730      | 24,31       |  |
| Votants        | Votants                       | Votants        | 54 533       | 74,78        | 55 190      | 75,69       |  |
| Blancs et nuls | Blancs et nuls                | Blancs et nuls | 914          | 1,68         | 1 517       | 2,75        |  |
| Exprimés       | Exprimés                      | Exprimés       | 53 619       | 98,32        | 53 673      | 97,25       |  |

Le suppléant d'Arthur Notebart était Yves Durand.

### Élections de 1988
| Candidat       | Candidat                       | Parti          | Premier tour | Premier tour | Second tour | Second tour |  |
| Candidat       | Candidat                       | Parti          | Voix         | %            | Voix        | %           |  |
| -------------- | ------------------------------ | -------------- | ------------ | ------------ | ----------- | ----------- |  |
|                | Denise Cacheux sortante réélue | PS             | 20 344       | 41,65        | 30 515      | 60,18       |  |
|                | Marcel Deraedt                 | RPR (URC)      | 14 030       | 28,73        | 20 188      | 39,82       |  |
|                | Jean Demailly                  | PCF            | 8 580        | 17,57        |             |             |  |
|                | Jacques Bourrez                | FN             | 5 887        | 12,05        |             |             |  |
|                |                                |                |              |              |             |             |  |
| Inscrits       | Inscrits                       | Inscrits       | 75 787       | 100,00       | 75 785      | 100,00      |  |
| Abstentions    | Abstentions                    | Abstentions    | 25 377       | 33,48        | 22 959      | 30,29       |  |
| Votants        | Votants                        | Votants        | 50 410       | 66,52        | 52 826      | 69,71       |  |
| Blancs et nuls | Blancs et nuls                 | Blancs et nuls | 1 569        | 3,11         | 2 123       | 4,02        |  |
| Exprimés       | Exprimés                       | Exprimés       | 48 841       | 96,89        | 50 703      | 95,98       |  |

Le suppléant de Denise Cacheux était René Moerman, conseiller municipal d'Haubourdin.

### Élections de 1993
| Candidat       | Candidat            | Parti          | Premier tour | Premier tour | Second tour | Second tour |  |
| Candidat       | Candidat            | Parti          | Voix         | %            | Voix        | %           |  |
| -------------- | ------------------- | -------------- | ------------ | ------------ | ----------- | ----------- |  |
|                | Bernard Davoine élu | PS (ADFP)      | 11 332       | 21,5         | 25 003      | 50,14       |  |
|                | Marcel Deraedt      | RPR            | 9 583        | 18,18        | 24 863      | 49,86       |  |
|                | Jacques Bourrez     | FN             | 8 325        | 15,79        |             |             |  |
|                | Philippe Barret     | app. UDF       | 8 040        | 15,25        |             |             |  |
|                | Jean-Claude Willem  | PCF            | 6 992        | 13,27        |             |             |  |
|                | Eugène Delrue       | Les Verts (EÉ) | 4 235        | 8,03         |             |             |  |
|                | Yves Massa          | LT-LNÉ         | 2 386        | 4,53         |             |             |  |
|                | Régis Debliqui      | LO             | 1 513        | 2,87         |             |             |  |
|                | Ariette Lefebvre    | PLN            | 303          | 0,57         |             |             |  |
|                |                     |                |              |              |             |             |  |
| Inscrits       | Inscrits            | Inscrits       | 79 278       | 100,00       | 79 277      | 100,00      |  |
| Abstentions    | Abstentions         | Abstentions    | 23 513       | 29,66        | 24 235      | 30,57       |  |
| Votants        | Votants             | Votants        | 55 765       | 70,34        | 55 042      | 69,43       |  |
| Blancs et nuls | Blancs et nuls      | Blancs et nuls | 3 056        | 5,48         | 5 176       | 9,4         |  |
| Exprimés       | Exprimés            | Exprimés       | 52 709       | 94,52        | 49 866      | 90,6        |  |

Le suppléant de Bernard Davoine était Noël Dejonghe, maire de Templemars.

### Élections de 1997
| Candidat       | Candidat             | Parti          | Premier tour | Premier tour | Second tour | Second tour |  |
| Candidat       | Candidat             | Parti          | Voix         | %            | Voix        | %           |  |
| -------------- | -------------------- | -------------- | ------------ | ------------ | ----------- | ----------- |  |
|                | Martine Aubry élue   | PS             | 18 751       | 34,69        | 32 475      | 60,81       |  |
|                | Jacques Donnay       | RPR            | 12 208       | 22,59        | 20 932      | 39,19       |  |
|                | Jacques Bourrez      | FN             | 9 751        | 18,04        |             |             |  |
|                | Jean-Claude Willem   | PCF            | 6 816        | 12,61        |             |             |  |
|                | Régis Debliqui       | LO             | 1 769        | 3,27         |             |             |  |
|                | Arnold Gil           | Les Verts      | 1 286        | 2,38         |             |             |  |
|                | Chantal Pote         | LT-LNÉ         | 955          | 1,77         |             |             |  |
|                | Jacques Bathiat      | MPF (LDI)      | 854          | 1,58         |             |             |  |
|                | Eugène Delrue        | MÉI            | 597          | 1,1          |             |             |  |
|                | Johny Delayen        | Divers gauche  | 440          | 0,81         |             |             |  |
|                | Rahma Beldjilali     | GÉ             | 354          | 0,65         |             |             |  |
|                | Jean-Claude Delforge | Divers droite  | 270          | 0,5          |             |             |  |
|                |                      |                |              |              |             |             |  |
| Inscrits       | Inscrits             | Inscrits       | 79 759       | 100,00       | 79 755      | 100,00      |  |
| Abstentions    | Abstentions          | Abstentions    | 23 061       | 28,91        | 22 412      | 28,1        |  |
| Votants        | Votants              | Votants        | 56 698       | 71,09        | 57 343      | 71,9        |  |
| Blancs et nuls | Blancs et nuls       | Blancs et nuls | 2 647        | 4,67         | 3 936       | 6,86        |  |
| Exprimés       | Exprimés             | Exprimés       | 54 051       | 95,33        | 53 407      | 93,14       |  |

Le suppléant de Martine Aubry était Bernard Davoine, enseignant de collège, maire de Wavrin, député sortant. Il remplaça Martine Aubry, nommée membre du Gouvernement, du 5 juillet 1997 au 18 juin 2002.

### Élections de 2002
| Candidat       | Candidat             | Parti             | Premier tour | Premier tour | Second tour | Second tour |  |
| Candidat       | Candidat             | Parti             | Voix         | %            | Voix        | %           |  |
| -------------- | -------------------- | ----------------- | ------------ | ------------ | ----------- | ----------- |  |
|                | Martine Aubry        | PS                | 15 822       | 31,09        | 23 449      | 48,91       |  |
|                | Sébastien Huyghe élu | UMP               | 10 591       | 20,81        | 24 493      | 51,09       |  |
|                | Dany Wattebled       | Divers droite     | 7 185        | 14,12        |             |             |  |
|                | Viviane Ghyselinck   | FN                | 6 385        | 12,55        |             |             |  |
|                | Bernard Debreu       | PCF               | 3 215        | 6,32         |             |             |  |
|                | Jacques Bourrez      | MNR               | 1 847        | 3,63         |             |             |  |
|                | Sylvie Sergent       | Les Verts         | 1 487        | 2,92         |             |             |  |
|                | Xavier Lapierre      | LO                | 1 030        | 2,02         |             |             |  |
|                | Frédéric Moerman     | CPNT              | 686          | 1,35         |             |             |  |
|                | Claudine Debove      | Divers écologiste | 670          | 1,32         |             |             |  |
|                | Antonie Burgho       | LCR               | 627          | 1,23         |             |             |  |
|                | Pascale Depraete     | Divers écologiste | 353          | 0,69         |             |             |  |
|                | Jean-Marc Rehby      | Divers            | 338          | 0,66         |             |             |  |
|                | Sylvie Leroy         | Pôle républicain  | 306          | 0,6          |             |             |  |
|                | Sylvie Jacobs        | MÉI               | 218          | 0,43         |             |             |  |
|                | Fabienne Salerno     | Divers écologiste | 139          | 0,27         |             |             |  |
|                |                      |                   |              |              |             |             |  |
| Inscrits       | Inscrits             | Inscrits          | 83 592       | 100,00       | 83 592      | 100,00      |  |
| Abstentions    | Abstentions          | Abstentions       | 31 375       | 37,53        | 32 951      | 39,42       |  |
| Votants        | Votants              | Votants           | 52 217       | 62,47        | 50 641      | 60,58       |  |
| Blancs et nuls | Blancs et nuls       | Blancs et nuls    | 1 318        | 2,52         | 2 699       | 5,33        |  |
| Exprimés       | Exprimés             | Exprimés          | 50 899       | 97,48        | 47 942      | 94,67       |  |

Le suppléant de Sébastien Huyghe était Joseph Dubois, médecin, adjoint au maire d'Haubourdin.

### Élections de 2007
| Candidat       | Candidat                       | Parti          | Premier tour | Premier tour | Second tour | Second tour |  |
| Candidat       | Candidat                       | Parti          | Voix         | %            | Voix        | %           |  |
| -------------- | ------------------------------ | -------------- | ------------ | ------------ | ----------- | ----------- |  |
|                | Sébastien Huyghe sortant réélu | UMP            | 21 161       | 41           | 25 387      | 50,73       |  |
|                | Brigitte Parat                 | PS             | 13 398       | 25,96        | 24 657      | 49,27       |  |
|                | Dany Wattebled                 | UDF–MoDem      | 4 785        | 9,27         |             |             |  |
|                | Bernard Debreu                 | PCF            | 4 215        | 8,17         |             |             |  |
|                | Thérèse Lesaffre               | FN             | 2 792        | 5,41         |             |             |  |
|                | Pascale Leroy                  | Les Verts      | 1 401        | 2,71         |             |             |  |
|                | Mathilde Horn                  | LCR            | 1 153        | 2,23         |             |             |  |
|                | Jacques Bourrez                | MPF            | 813          | 1,58         |             |             |  |
|                | Jacqueline Montagne            | LT-LNÉ         | 640          | 1,24         |             |             |  |
|                | Xavier Lapierre                | LO             | 593          | 1,15         |             |             |  |
|                | Béatrice Warlop                | CPNT           | 415          | 0,8          |             |             |  |
|                | Danièle Roussez                | MNR            | 150          | 0,29         |             |             |  |
|                | Jean-Pierre Thellier           | Divers         | 90           | 0,17         |             |             |  |
|                |                                |                |              |              |             |             |  |
| Inscrits       | Inscrits                       | Inscrits       | 88 186       | 100,00       | 87 980      | 100,00      |  |
| Abstentions    | Abstentions                    | Abstentions    | 35 667       | 40,45        | 36 506      | 41,49       |  |
| Votants        | Votants                        | Votants        | 52 519       | 59,55        | 51 474      | 58,51       |  |
| Blancs et nuls | Blancs et nuls                 | Blancs et nuls | 913          | 1,74         | 1 430       | 2,78        |  |
| Exprimés       | Exprimés                       | Exprimés       | 51 606       | 98,26        | 50 044      | 97,22       |  |

### Élections de 2012
| Candidat       | Candidat                       | Parti                    | Premier tour | Premier tour | Second tour | Second tour |  |
| Candidat       | Candidat                       | Parti                    | Voix         | %            | Voix        | %           |  |
| -------------- | ------------------------------ | ------------------------ | ------------ | ------------ | ----------- | ----------- |  |
|                | Sébastien Huyghe sortant réélu | UMP                      | 19 885       | 35,66        | 27 131      | 51,43       |  |
|                | Alain Cacheux sortant          | PS                       | 18 354       | 32,92        | 25 626      | 48,57       |  |
|                | Serge Cattelin                 | FN (RBM)                 | 8 851        | 15,87        |             |             |  |
|                | Bernard Debreu                 | PCF (FG) (Divers gauche) | 5 486        | 9,84         |             |             |  |
|                | Francine Herbaut-Dhauptin      | MÉI (EÉLV)               | 1 087        | 1,95         |             |             |  |
|                | Jacqueline Montagne            | LT-LNÉ                   | 598          | 1,07         |             |             |  |
|                | Jean-Luc Lemoine               | DLR                      | 487          | 0,87         |             |             |  |
|                | Xavier Lapierre                | LO                       | 358          | 0,64         |             |             |  |
|                | Sophie Vernier de Byans        | AÉI                      | 342          | 0,61         |             |             |  |
|                | Pascale Montel                 | NPA                      | 307          | 0,55         |             |             |  |
|                |                                |                          |              |              |             |             |  |
| Inscrits       | Inscrits                       | Inscrits                 | 96 489       | 100,00       | 96 486      | 100,00      |  |
| Abstentions    | Abstentions                    | Abstentions              | 39 846       | 41,3         | 41 680      | 43,2        |  |
| Votants        | Votants                        | Votants                  | 56 643       | 58,7         | 54 806      | 56,8        |  |
| Blancs et nuls | Blancs et nuls                 | Blancs et nuls           | 888          | 1,57         | 2 049       | 3,74        |  |
| Exprimés       | Exprimés                       | Exprimés                 | 55 755       | 98,43        | 52 757      | 96,26       |  |

### Élections de 2017
Les élections législatives françaises de 2017 ont eu lieu les dimanches 11 et 18 juin 2017.
Député sortant : Sébastien Huyghe (Les Républicains).
|                                                                       | |                           |                           |                          |                          |
|                                                                       | | Premier tour 11 juin 2017 | Premier tour 11 juin 2017 | Second tour 18 juin 2017 | Second tour 18 juin 2017 |
|                                                                       | |                           |                           |                          |                          |
|                                                                       | | Nombre                    | % des inscrits            | Nombre                   | % des inscrits           |
| Inscrits                                                              | Inscrits | 99 871                    | 100,00                    | 99 876                   | 100,00                   |
| Abstentions                                                           | Abstentions | 49 119                    | 49,18                     | 56 682                   | 56,75                    |
| Votants                                                               | Votants | 50 752                    | 50,82                     | 43 194                   | 43,25                    |
|                                                                       | |                           | % des votants             |                          | % des votants            |
| Bulletins blancs                                                      | Bulletins blancs | 752                       | 1,48                      | 3 511                    | 8,13                     |
| Bulletins nuls                                                        | Bulletins nuls | 240                       | 0,47                      | 1 346                    | 3,12                     |
| Suffrages exprimés                                                    | Suffrages exprimés | 49 760                    | 98,05                     | 38 337                   | 88,76                    |
|                                                                       | |                           |                           |                          |                          |
| Candidat Étiquette politique (partis et alliances)                    | Candidat Étiquette politique (partis et alliances)                                                                           | Voix                      | % des exprimés            | Voix                     | % des exprimés           |
|                                                                       | |                           |                           |                          |                          |
|                                                                       | Guillaume Dekoninck La République en marche                                                                                  | 14 906                    | 29,96                     | 17 053                   | 44,48                    |
|                                                                       | Sébastien Huyghe (député sortant) Les Républicains (Union des démocrates et indépendants)                                    | 11 757                    | 23,63                     | 21 284                   | 55,52                    |
|                                                                       | Victor Catteau Front national                                                                                                | 9 199                     | 18,49                     |                          |                          |
|                                                                       | Lucile Caplier La France insoumise                                                                                           | 6 507                     | 13,08                     |                          |                          |
|                                                                       | Aude Leduc Parti socialiste                                                                                                  | 2 151                     | 4,32                      |                          |                          |
|                                                                       | Françoise Dumez Parti communiste français (Front de gauche)                                                                  | 1 530                     | 3,07                      |                          |                          |
|                                                                       | Yannick Brohard Europe Écologie Les Verts                                                                                    | 1 421                     | 2,86                      |                          |                          |
|                                                                       | Guillaume Levecq Debout la France                                                                                            | 786                       | 1,58                      |                          |                          |
|                                                                       | Xavier Lapierre Lutte ouvrière                                                                                               | 425                       | 0,85                      |                          |                          |
|                                                                       | Francine Herbaut-Dauptain Écologiste (Mouvement écologiste indépendant - Confédération pour l'homme, l'animal et la planète) | 411                       | 0,83                      |                          |                          |
|                                                                       | Florence Masselot Écologiste (Pacte antispéciste citoyen pour la transparence et l'éthique)                                  | 354                       | 0,71                      |                          |                          |
|                                                                       | Philippe Dambry Divers (Union populaire républicaine)                                                                        | 209                       | 0,42                      |                          |                          |
|                                                                       | Pierre Lehembre Divers (Allons enfants)                                                                                      | 100                       | 0,20                      |                          |                          |
|                                                                       | Béatrice Cuvelier Divers droite (Parti chrétien-démocrate)                                                                   | 4                         | 0,01                      |                          |                          |
| Source : Ministère de l'Intérieur - Cinquième circonscription du Nord | |                           |                           |                          |                          |

### Élections de 2022
|                                                    |                                                                                       |                           |                           |                          |                          |
|                                                    |                                                                                       | Premier tour 12 juin 2022 | Premier tour 12 juin 2022 | Second tour 19 juin 2022 | Second tour 19 juin 2022 |
|                                                    |                                                                                       |                           |                           |                          |                          |
|                                                    |                                                                                       | Nombre                    | % des inscrits            | Nombre                   | % des inscrits           |
| Inscrits                                           | Inscrits                                                                              | 101 579                   | 100                       | 101 589                  | 100                      |
| Abstentions                                        | Abstentions                                                                           | 51 649                    | 50,85                     | 53 573                   | 52,74                    |
| Votants                                            | Votants                                                                               | 49 930                    | 49,15                     | 48 016                   | 47,26                    |
|                                                    |                                                                                       |                           | % des votants             |                          | % des votants            |
| Bulletins blancs                                   | Bulletins blancs                                                                      | 797                       | 1,60                      | 6 059                    | 12,62                    |
| Bulletins nuls                                     | Bulletins nuls                                                                        | 233                       | 0,47                      | 1 563                    | 3,26                     |
| Suffrages exprimés                                 | Suffrages exprimés                                                                    | 48 900                    | 97,94                     | 40 394                   | 84,13                    |
|                                                    |                                                                                       |                           |                           |                          |                          |
| Candidat Étiquette politique (partis et alliances) | Candidat Étiquette politique (partis et alliances)                                    | Voix                      | % des exprimés            | Voix                     | % des exprimés           |
|                                                    |                                                                                       |                           |                           |                          |                          |
|                                                    | Ophélie Delneste Nouvelle Union populaire écologique et sociale (La France insoumise) | 12 213                    | 24,98                     | 19 736                   | 48,86                    |
|                                                    | Victor Catteau Rassemblement national                                                 | 12 211                    | 24,97                     | 20 658                   | 51,14                    |
|                                                    | Frédéric Cauderlier Ensemble                                                          | 12 012                    | 24,56                     |                          |                          |
|                                                    | Sébastien Huyghe* Les Républicains                                                    | 8 562                     | 17,51                     |                          |                          |
|                                                    | Manon Stoffel Parti animaliste                                                        | 1 498                     | 3,06                      |                          |                          |
|                                                    | Hugues Sion Reconquête                                                                | 1 196                     | 2,45                      |                          |                          |
|                                                    | Luc Dubois Lutte ouvrière                                                             | 619                       | 1,27                      |                          |                          |
|                                                    | Pierrick Dennequin Droite souverainiste (Les Patriotes)                               | 589                       | 1,20                      |                          |                          |
| * Député sortant                                   |                                                                                       |                           |                           |                          |                          |

### Élections de 2024
| Candidat                 | Candidat                 | Parti et coalition       | Nuance                   | Premier tour | Premier tour | Second tour | Second tour |
| Candidat                 | Candidat                 | Parti et coalition       | Nuance                   | Voix         | %            | Voix        | %           |
| ------------------------ | ------------------------ | ------------------------ | ------------------------ | ------------ | ------------ | ----------- | ----------- |
|                          | Victor Catteau           | RN                       | RN                       | 27 411       | 40,08        | 28 626      | 43,35       |
|                          | Sébastien Huyghe         | SE (ENS)                 | DVD                      | 23 510       | 34,37        | 37 411      | 56,65       |
|                          | Ophélie Delneste         | LFI (NFP)                | UG                       | 16 591       | 24,26        | Retrait     | Retrait     |
|                          | Raymond Covain           | LO                       | EXG                      | 858          | 1,25         |             |             |
|                          | Chloé Olivereau          | NPA-R                    | EXG                      | 24           | 0,04         |             |             |
|                          |                          |                          |                          |              |              |             |             |
| Suffrages exprimés       | Suffrages exprimés       | Suffrages exprimés       | Suffrages exprimés       | 68 394       | 97,25        | 66 037      | 95,64       |
| Votes blancs             | Votes blancs             | Votes blancs             | Votes blancs             | 1 457        | 2,07         | 2 269       | 3,29        |
| Votes nuls               | Votes nuls               | Votes nuls               | Votes nuls               | 475          | 0,68         | 740         | 1,07        |
| Total                    | Total                    | Total                    | Total                    | 70 326       | 100          | 69 046      | 100         |
| Abstention               | Abstention               | Abstention               | Abstention               | 31 957       | 31,24        | 33 255      | 32,51       |
| Inscrits / participation | Inscrits / participation | Inscrits / participation | Inscrits / participation | 102 283      | 68,76        | 102 301     | 67,49       |